# Király József Pál
Barcsfai Király József Pál (Nyíregyháza, 1810. január 20. – Kismarton, 1887. április 26.) magyar pedagógus.

## Életpályája
Eperjesen (1822), Pozsonyban (1827) és Bécsben tanult. Kedvenc tantárgyai voltak különösen a latin, zene és ének; terjedelmes és erős hangja ez utóbbira kiválóan képesítette őt. A latin verselés és az ének mindvégig szenvedélye maradt; mint hittanhallgató, sőt később mint tanár is több ízben lépett fel nyilvánosan templomokban és hangversenyeken. 1830-ban a pozsonyi Gsettner-féle evangélikus nevelőintézet vezetője lett. 1831-ben a Pozsonyi Evangélikus Líceum tanára. 1832-től vaszójai Scherz Fülöp családjának nevelőjeként dolgozott. 1834–1835 között Bécsben teológiát tanult. 1835-ben Scherz Jánossal beutazta Nyugat-Európa országait (Németország, Franciaország, Anglia, Belgium, Hollandia és Svájc). Hazatérve a Forgách Károly fia mellett Ghymesen nevelő volt 1842-ig. Ezután a Selmecbányán mint rendes tanár, majd mint igazgató tanította az ágostai evangélikus líceumban a latin nyelvet és természettudományokat; egyidejűleg a bányász-akadémián a francia és angol nyelvek magántanára volt. 1853-tól a soproni gimnázium igazgatójaként dolgozott. 1856-ban és 1858-ban Kolbenheyer és Pálfy társaival beutazták Angol- és Franciaországot, Hollandiát és Svájcot, huszonöt ezer forintot gyűjtöttek a felállítandó soproni magyar evangélikus tanítóképző intézet javára, melyből a Gusztáv Adolf egylet Lipcsében 15 024 forintot adott. Az új intézménynek 1869–1882 között igazgatója volt, tanári állásáról 1883. május 7-én mondott le és nyugalomba vonult. A legfelsőbb elismerés a Ferenc József-rend lovagkeresztjével tüntette ki. Ezután Kismartonban élt családjának és a múzsáknak, akiket egész életében kedvelt.
A magyar tanítóképzés fejlesztése terén jelentős érdemei vannak.
Cikkei a soproni ágostai evangélikus líceum Értesítőjében (1857. Utazási vázlatok, a tanügy tanulmányozása külföldön, 1858. Latin ünnepi szónoklat az intézet 300-as jubileuma alkalmával). A Humbolt- és Eötvös-ünnepélyre magyar és német költeményeket és hirlapi czikkeket is írt.

## Családja
Szülei Király János néptanító és Felix Eleonóra Julianna voltak. Három testvére volt: Eleonóra Julianna (1806-?), Susanna Apollonia (1813–1848) és Mária Terézia (1815–1817). 1845-ben házasságot kötött; felesége Lukács Zsuzsanna lett. Hat gyermekük született: Leontin (1846–1918), Berta (1849–1909), Irma (1851–1894), Emma (1853–1922), Ernő (1855–1933) és Béla (1860–1901).

## Művei
- Epigrammata nova (Vindobonae, 1843)
- Erinnerungen (Oedenburg, 1866)
- Szózat a magyarhoni szabadkőművesek nagypáholyához (Oedenburg, 1877)
- Visszhangok (1886)

Ernst und Scherz c. munkáját 1885-ben sajtó alá rendezte.

### Kézirati munkái a Magyar Nemzeti Múzeumban
- Reizeskizzen I. Band (1835. okt. 11.-deczember 18.) von Wien über Norddeutschland bis Paris, II. (1835. decz. 19–1836. ápr. 11.) Aufenthalt in Paris, III. (1836. árp. 12-től júl. 7.) Rückreise in die Heimath durch Belgien, England, Holland, die Rheingegenden, die Schweiz und Baiern. 8rét 150, 127 és 226 levél. Családi jegyzetekkel. Végén azt is följegyezte, hogy kilenc hónap alatt utitársával együtt 3364 váltóforintot költöttek
- Liber rerum poeticarumu secundus 1839–47. 8rét 187 levél (latin, német és magyar versek).

## Díjai
- Ferenc József lovagrend keresztje (1883)